# Rijksstad Worms
De rijksstad Worms was een tot de Boven-Rijnse Kreits behorende rijksstad binnen het Heilige Roomse Rijk.
De oorspronkelijk Keltische nederzetting wordt onder keizer Augustus belangrijk als grensplaats van het Romeinse Rijk. Er ontwikkelt zich een stad, Civitas Vangionum. In de vierde eeuw zetelt er een bisschop. Na de invallen van de Germaanse stammen wordt Worms na 413 het middelpunt van het rijk der Bourgondiërs. Na 451 heersen de Alemannen er en na 496 de Franken.
Vanaf Karel de Grote was het een favoriete residentie van de Karolingen. Onder bisschop Burchard (1000-1025) wordt de stadsmuur voltooid. In 1074 wordt door keizer Hendrik IV vrijheid van tol verleend. In 1122 wordt hier het concordaat van Worms gesloten; een overeenkomst tussen paus Calixtus II en keizer Hendrik V. Hiermee komt een einde aan de investituurstrijd. Keizer Frederik I verleent in 1184 de grote vrijheidsoorkonde. In die tijd breidt de stad zich uit tot een tweede omwalling. Koning Rudolf erkent de rijksvrijheid van de stad in 1273. De bisschop van Worms behoudt echter ook rechten binnen de stad.
Vanaf de zestiende eeuw staat de stad sterk onder druk van de buurstaten Keur-Palts en Keur-Mainz. De keurvorst van de Palts biedt de stad in 1659 aan om hoofdstad van het keurvorstendom te worden. Als de stad dit afwijst en verwijst naar haar rijksvrijheid, wordt Mannheim tot hoofdstad uitgebouwd. In 1689 deelt de stad het lot van de Keur-Palts, als deze verwoest wordt door Franse troepen. De stad krijgt een ander gezicht door de nieuwbouw die volgt.
Als de rijksstad in 1797 bij de Franse republiek wordt ingelijfd, zakt haar status af tot die van dorp. Na de ineenstorting van het Franse keizerrijk in 1813 wordt de stad tijdelijk bestuurd door Oostenrijk en Beieren. Ten gevolge van de beslissingen van het Congres van Wenen wordt de stad in 1816 overgedragen aan het groothertogdom Hessen-Darmstadt.